# سیارک ۲۶۲۹۸
سیارک ۲۶۲۹۸ (به انگلیسی: 26298 Dunweathers، نامگذاری:1998SD124)۲۶۲۹۸مین سیارک کشف شده‌است که در ۲۶ سپتامبر ۱۹۹۸ کشف شد.